# Violência contra a mulher no Brasil

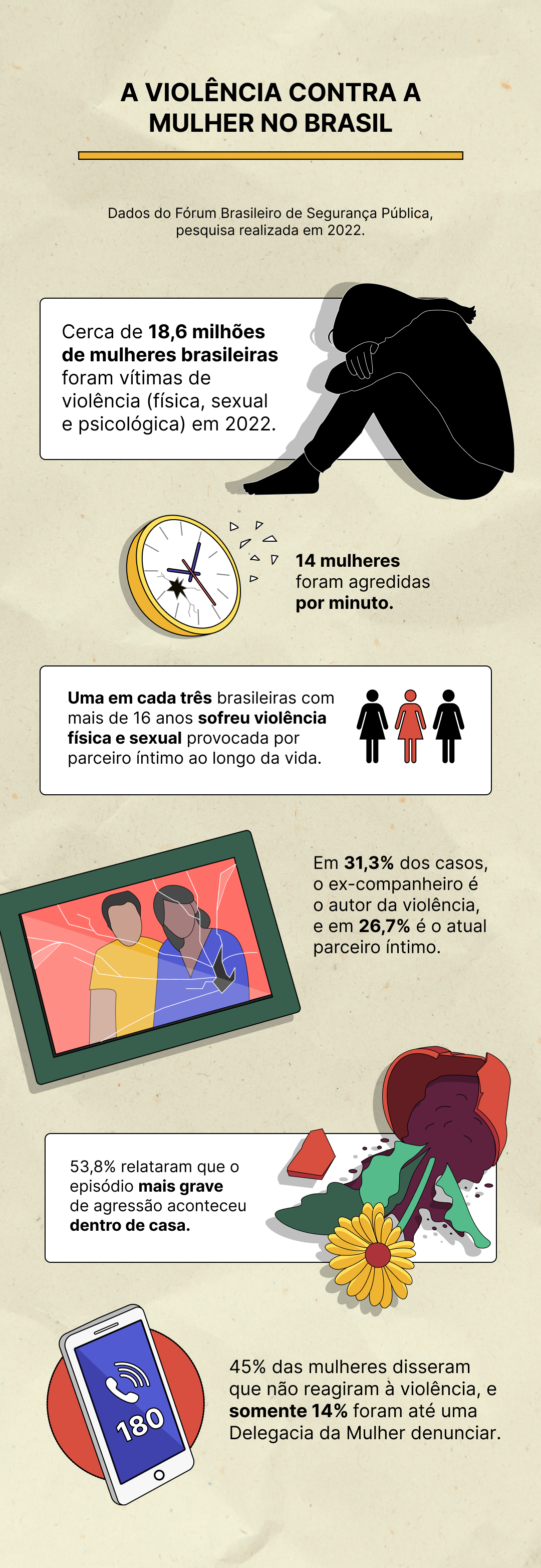
Alguns dados sobre violência contra a mulher no Brasil.

A violência contra a mulher no Brasil é um problema sério no país. Segundo dados do Fórum Brasileiro de Segurança Pública, em conjunto com o Instituto Datafolha, a maioria da população brasileira sente que a violência contra a mulher aumentou entre 2007 a 2017, sendo a maior percepção na Região Nordeste do Brasil (76%), seguida pela Região Sudeste do Brasil (73%). Além disso, dois a cada três brasileiros viram alguma mulher sendo agredida em 2016, sendo que a maior percepção dessa violência encontra-se entre pretos e pardos, o qual, segundo a pesquisa, pode ser reflexo de uma vivência mais intensa a esta violência.
Segundo dados do Conselho Nacional de Justiça, há um montante de 896 mil processos relativos a casos de violência contra a mulher a serem julgados, confirmando a presença desse tipo de violência nos lares brasileiros e mostrando a dificuldade da justiça brasileira a dar respostas a essas situações conflituosas.
Entre 1980 e 2013, o país contabilizou 106.093 assassinatos de mulheres. Segundo dados da Organização Mundial da Saúde, o Brasil encontra-se em quinto lugar na posição de homicídios a mulheres, numa lista de 83 países, com 4,8 homicídios por 100 mil mulheres, estando abaixo apenas de El Salvador, Colômbia, Guatemala e Rússia. A média dos países analisados foi de 2,0 homicídios por 100 mil mulheres. Em relação ao feminicídio, do total de 4.762 vítimas femininas registradas em 2013, 2.394 foram perpetrados por um familiar direto da vítima, ou seja 50,3% do total de homicídios de mulheres, o que daria 7 feminicídios por dia.
A grande maioria das mulheres vítimas de homicídio são meninas e mulheres negras, prevalecendo a faixa entre 18 e 30 anos, com picos na faixa de meninas menores de um ano, caracterizando o infanticídio. Há maior prevalência de mortes causados por força física, objeto cortante/penetrante ou contundente, e menor participação de arma de fogo, sendo perpetrada por pessoas próximas a vítima e sendo a agressão, na maioria das vezes, perpetrada no domicílio.

## Legislação sobre o tema
No âmbito internacional, o Brasil assinou e ratificou dois tratados internacionais a respeito do tema: a Convenção de Belém do Pará, entrando em vigor em 27 de dezembro de 1995, e a Convenção sobre a Eliminação de Todas as Formas de Discriminação contra a Mulher, que entrou em vigor no dia 2 de março de 1984.
A Convenção de Belém do Pará entende que violência contra a mulher é "qualquer ato ou conduta baseada no gênero, que cause morte, dano ou sofrimento físico, sexual ou psicológico à mulher, tanto na esfera pública como na esfera privada". Logo em seguida, alega que violência contra a mulher abrange a violência física, sexual e psicológica, no âmbito da família ou unidade doméstica ou em qualquer relação interpessoal, na comunidade e cometida por qualquer pessoa e perpetrada ou tolerada pelo Estado ou por seus agentes, onde quer que ocorra.
A Convenção sobre a Eliminação de Todas as Formas de Discriminação contra a Mulher utiliza a expressão "discriminação contra a mulher", definida como sendo "toda a distinção, exclusão ou restrição baseada no sexo e que tenha por objeto ou resultado prejudicar ou anular o reconhecimento, gozo ou exercício pela mulher, independentemente de seu estado civil, com base na igualdade do homem e da mulher, dos direitos humanos e liberdades fundamentais nos campos político, econômico, social, cultural e civil ou em qualquer outro campo".
Após condenação do Brasil na Organização dos Estados Americanos por ser omisso e tolerante com a violência contra a mulher, foi aprovada em agosto de 2006, após pressões de movimentos feministas e de direitos humanos, a Lei Maria da Penha, que caracteriza como violência doméstica e familiar contra a mulher "qualquer ação ou omissão baseada no gênero que lhe cause morte, lesão, sofrimento físico, sexual ou psicológico e dano moral ou patrimonial". Também instituiu mecanismos de coerção da violência doméstica e familiar contra a mulher, como as medidas protetivas de urgência, a criação dos Juizados de Violência Doméstica e Familiar contra a Mulher, com competência cível e criminal, a proibição das penas pecuniárias, bem como que a mulher não pode renunciar à denúncia. Por determinação da própria lei, a proteção oferecida independe da orientação sexual.

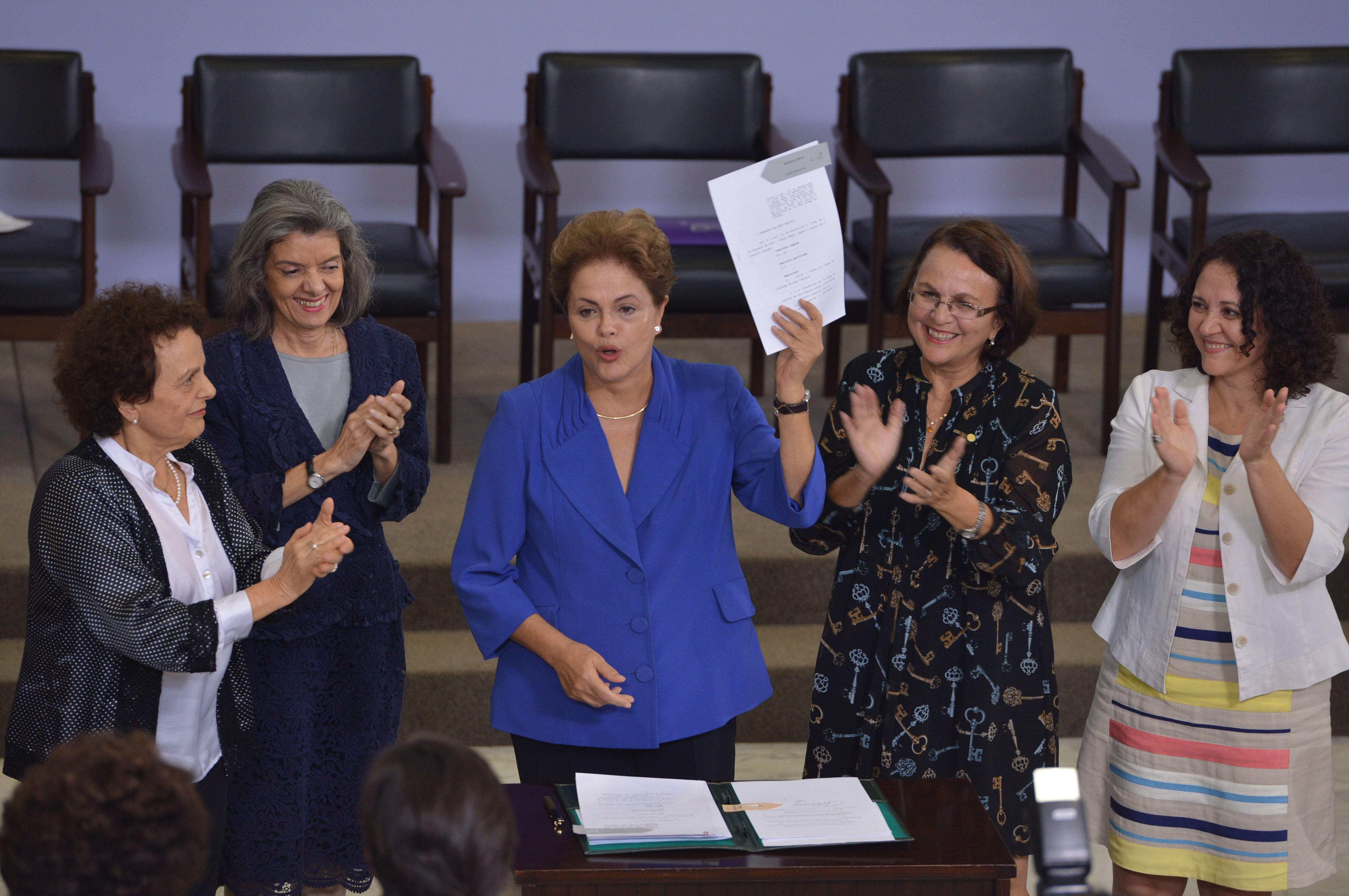
Em solenidade no Palácio do Planalto, a ex-presidente Dilma Rousseff sanciona a Lei do Feminicídio

Foi publicada em 9 de março de 2015 a Lei n°. 13.104, que incluiu a qualificadora do feminicídio no código penal brasileiro. O Feminicídio é crime previsto no Código Penal Brasileiro, inciso VI, § 2º, do Art. 121, quando cometido "contra a mulher por razões da condição de sexo feminino". O §2º-A, do art. 121, do referido código, complementa o supracitado inciso ao preceituar que há razões de condição de sexo feminino quando o crime envolve: I - violência doméstica e familiar (o art. 5º da Lei nº 11.340/06 enumera o que é considerado pela lei violência doméstica);  II - menosprezo ou discriminação à condição de mulher.
No Brasil a Lei Nº 10.778, de 24 de novembro de 2003, estabelece a notificação compulsória, no território nacional, do caso de violência contra a mulher que for atendida em serviços de saúde públicos ou privados. Essa lei é complementada pela Lei Maria da Penha como mais um mecanismo para coibir a violência doméstica e familiar contra a mulher, com medidas mais efetivas (penais) para o seu controle além do dimensionamento do fenômeno. Embora a notificação e investigação de cada agravo em si já proporcione um impacto positivo para reversão da impunidade que goza o agressor, de certo modo, defendido por uma tradição cultural machista além de naturalmente ser um instrumento direcionador das políticas e atuações governamentais em todos os níveis como previsto na legislação em pauta.
A notificação compulsória das agressões contra a mulher foi resultado da constelação de que a ausência de dados estatísticos adequados, discriminados por sexo sobre o alcance da violência dificulta a elaboração de programas e a vigilância das mudanças efetuadas por ações públicas, conforme explícito na Plataforma de Pequim/95 (parágrafo 120). O Brasil tanto é signatário da Declaração e Plataforma de Ação da IV Conferência Mundial Sobre a Mulher, Pequim, 1995 como da Convenção Interamericana para Prevenir, Punir e Erradicar a Violência Contra a Mulher, Belém do Pará, (1995).

## Agressões
Segundo o Mapa da Violência 2015, em relação à agressão contra mulheres, a maioria das agressões contra crianças de até onze anos partiram dos pais, em sua maioria da mãe. As agressões contra adolescentes entre doze e dezessete anos, o peso das agressões divide-se entre os pais e os parceiros ou ex-parceiros. Para as jovens e adultas entre dezoito e 59 anos, o agressor principal é o parceiro ou ex-parceiro. Para as idosas, o principal agressor é o filho. Em todas as faixas etárias, a maior parte das agressões ocorrem em ambiente doméstico. A pesquisa também afirma que a violência física é a mais frequente, seguida da psicológica e sexual. Em relação ao local de agressão, a maior parte ocorre na residência.
Em espaços públicos, duas a cada cinco mulheres relatam ter sofrido algum tipo de agressão perpetrada em ambientes públicos, sendo que esta é naturalizada, pois a maior parte das pessoas vê a agressão e nada fazem. Além disso, o ambiente de trabalho tende a se tornar mais hostil para as mulheres, especialmente as mais jovens, independentemente do grau de escolaridade. Uma a cada cinco mulheres entre 16 e 34 anos relatam ter sofrido alguma forma de assédio no trabalho. Em pesquisa realizada pela Associação Médica Brasileira (AMB) e a Associação Paulista de Medicina (APM) sobre a Violência contra a Mulher Médica, que ouviu 1.443 profissionais em 2023, verificou-se que 7 em cada 10 entrevistadas relataram já ter sofrido algum tipo de discriminação no ambiente de trabalho, sendo que 1 em cada 2 sofreram agressões verbais ou físicas durante o exercício da profissão (51%).